# Louise Mushikiwabo
Louise Mushikiwabo   (Kigali, 22 de maig de 1961) és una política ruandesa que des del mes d'octubre de 2018 és Secretària general de l'Organització internacional de la francofonia (OIF). Ha estat Ministra de Relacions Exteriors i Cooperació de Ruanda des de 2009. Anteriorment havia estat Ministra d'Informació i també Portaveu del Govern.

## Primers anys
Louise Mushikiwabo va néixer el 22 de maig de 1961 a Kigali, la capital de Ruanda. El seu pare era Bitsindinkumi, un tutsi del clan Batsobe; Bitsindinkumi va treballar com a agricultor, gestionant la mineria de la família i treballant com a comptable per a una plantació colonial de cafè. La seva mare era Nyiratulira, Va passar la seva infantesa a Kigali. La més petita de nou fills, entre els seus parents hi ha Lando Ndasingwa, qui esdevingué un destacat empresari i polític a Ruanda abans de ser assassinat en 1994 durant el Genocidi de Ruanda, i Anne-Marie Kantengwa, qui se'n va encarregar del seu hotel Chez Lando després de la seva mort i va servir al Parlament de Ruanda de 2003 a 2008.
Després de completar l'escola primària i secundària a Kigali, Mushikiwabo va estudiar a la Universitat Nacional de Ruanda, a la ciutat meridional de Butare, el 1981. Es va graduar a la universitat l'any 1984, amb una llicenciatura en anglès i després va treballar breument com a professora de secundària. En 1986 va emigrar de Ruanda als Estats Units, on va començar a estudiar per a un màster en Llengües i Interpretació a la Universitat de Delaware, amb el francès com a llengua especialitzada. Després d'acabar els seus estudis en 1988, Es va quedar als Estats Units, establint-se a Washington, D.C.. Va començar la seva carrera treballant per lobbys, abans de prendre el càrrec amb el Banc Africà del Desenvolupament (BAD); com a part del seu paper amb el BAD, va viure a Tunísia un temps, i finalment es va convertir en el director de comunicacions del banc.
En 2006 Mushikiwabo va escriure Rwanda Means the Universe, juntament amb Jack Kramer, un periodista i exmarine estatunidenc. El llibre té elements autobiogràfics, descobreix la història familiar de Mushikiwabo, els seus primers anys i la seva experiència emigrant als Estats Units. També descriu el genocidi ruandès detalladament, tant des d'una perspectiva històrica com des del punt de vista personal de Mushikwabo durant la seva estada a Washington en rebre la notícia que molts dels seus familiars havien estat assassinats.

## Carrera política

### Ministra d'Informació 2008 - 2009
El març de 2008, Mushikiwabo va rebre la proposta per part del President ruandès Paul Kagame de tornar al seu país i formar part del govern. Va ser nomenada Ministra d'Informació, reemplaçant Laurent Nkusi. Immediatament Mushikiwabo va assumir la responsabilitat de decidir si havia de passar a l'acció contra diverses organitzacions de mitjans de comunicació locals que havia difós històries difamatòries sobre Kagame. Una publicació, el diari en Kinyarwanda Umuco, havia publicat un article comparant el president a Adolf Hitler, i l'Alt Consell de Premsa havia sol·licitat suspendre la llicència del diari. Nkusi havia rebutjat la petició, i encara que Mushikiwabo no va suspendre oficialment el periòdic, va deixar d'imprimir-se a l'octubre 2008. Mushikiwabo en general va animar els seus col·legues a donar suport a la llibertat de premsa, però també es va mostrar ferma a assegurar que els mitjans de comunicació complissin amb les dures lleis de Ruanda sobre la negació de genocidi. En 2009 va prohibir temporalment la ràdio en kinyarwanda retransmesa per la BBC, perquè va afirmar havia emès programes "donant camp lliure als genocides i negacionistes del genocidi"; la BBC va negar l'acusació, argumentant que ells i el govern tenien interpretacions diferents del genocidi.
A més de ser ministra d'Informació també va ser portaveu del govern durant aquesta etapa. Per exemple, quan Ruanda va tenir una crisi diplomàtica amb Alemanya després de la detenció del cap del protocol del president Kagame Rose Kabuye, Mushikiwabo va parlar amb els mitjans internacionals per aclarir la posició del govern de Ruanda.

### Ministra d'Afers exteriors 2009
Al desembre de 2009 va ser nomenada Ministra d'Afers exteriors de Ruanda. En diverses ocasions la revista Jeune Afrique l'ha inclosa entre els 50 Africans més influents considerant-la la "número dos del règim". Pot fer servir totes les llengües oficials de Ruandaː kinyarwanda, francès i anglès.
Secretària general de l'Organització internacional de la francofonia (OIF)
El 12 d'octubre de 2018 va ser elegida per un mandat de quatre anys per al càrrec de secretària general de l'Organització internacional de la Francofonia (OIF) a la Cimera de caps d'estat i de govern de la francofonia d'Erevan, Armènia.

## Vida personal i familiar
El seu germà, Lando Ndasingwa, va ser l'únic ministre tutsi en l'últim govern de Juvénal Habyarimana, però va ser assassinat a principis del genocidi de 1994. La seva germana, Anne-Marie Kantengwa, es va fer càrrec de la gestió de l'hotel i restaurant del seu germà, Chez Lando, després del seu assassinat. Mushikiwabo també és la neboda del distingit erudit i sacerdot ruandès Alexis Kagame.